# Jaurès Pacifico Cecconi
Jaurès Pacifico Cecconi (Fucecchio, 29 gennaio 1918 – Genova, 20 aprile 2012) è stato un matematico italiano.

## Biografia
Laureato in Matematica presso la Scuola Normale Superiore di Pisa. Professore di analisi matematica presso le Università di Pisa, São Carlos (Brasile), Messina, Padova e Genova. Fu il primo direttore dell'Istituto per la Matematica Applicata del CNR di Genova, poi divenuto parte dell'Istituto di Matematica Applicata e Tecnologie Informatiche (IMATI) . 
Ha scritto diverse monografie di matematica fra cui, in collaborazione con Guido Stampacchia e Livio Clemente Piccinini, alcuni apprezzati trattati universitari di Analisi matematica editi dalla casa editrice Liguori. In occasione del suo 75º compleanno gli è stato dedicato un Festschrift.
È morto nel 2012, all'età di 94 anni.

## Opere (selezione monografie)
- Jaurès P. Cecconi, Sulla estensione delle funzioni additive in un "lattice", Napoli : R. Liguori, 1959
- Jaurès P. Cecconi, Sul prolungamento degli integrali, Genova : Ediz. scientifiche, 1963
- Jaurès P. Cecconi, Sulla continuità e semicontinuità degli integrali estesi ad una superficie parametrica continua aperta, Genova : Ediz. scientifiche, 1963
- J. P. Cecconi, G. Stampacchia, Lezioni di analisi matematica, I: Funzioni di una variabile, Napoli : Liguori, 1974, ISBN 88-207-0127-8
- J. P. Cecconi, G. Stampacchia, Lezioni di analisi matematica, II: Funzioni di più variabili, Napoli : Liguori, 1980, ISBN 88-207-1022-6
- Centro Internazionale Matematico Estivo, coordinatore Jaurès P. Cecconi, Spectral analysis: III ciclo (Varenna, 24 agosto - 2 settembre 1973), Roma: Edizioni Cremonese, 1974
- Centro Internazionale Matematico Estivo, coordinatore Jaurès P. Cecconi, Stochastic differential equations, Napoli: Liguori, 1981
- J. P. Cecconi and T. Zolezzi (eds), Mathematical theories of optimization, proceedings of the International conference on mathematical theories of optimization, held in S. Margherita Ligure (Genova), November 30-December 4, 1981, Berlin : Springer-Verlag, 1983, ISBN 038711999X, ISBN 9780387119991
- J. P. Cecconi, L. C. Piccinini, G. Stampacchia, Esercizi e problemi di analisi matematica, Napoli : Liguori, 1996, ISBN 8820707446, ISBN 9788820707446